# Albert Mulder (ambtenaar)
Albert Mulder (Dwingeloo, 10 oktober 1916 - Leidschendam, 13 januari 1995) was een Nederlands ambtenaar en hoogleraar.
Van 1965 tot 1978 was hij secretaris-generaal van het ministerie van Justitie, en van 1978 tot 1984 was hij lid van de Raad van State. Hij was voorzitter van de commissie die de Wet administratiefrechtelijke handhaving verkeersvoorschriften ontwierp. Deze wet wordt daarom vaak de Wet Mulder, of Lex Mulder genoemd.
Albert Mulder was van 1961 tot 1965 als hoogleraar straf- en strafprocesrecht verbonden aan de Rijksuniversiteit Leiden. Van 1967 tot 1977 was hij buitengewoon hoogleraar ordeningsrecht aan de Universiteit van Amsterdam.
- Biografisch Portaal: 41306154
- Gemeinsame Normdatei: 118896466
- International Standard Name Identifier: 0000 0000 2497 1291
- Library of Congress Control Number: n80023066
- Nederlandse Thesaurus van Auteursnamen: 068186088
- Parlement.com: vg09llyatuzr
- Système universitaire de documentation: 189241640
- Virtual International Authority File: 280861209
- WorldCat: E39PBJpYDGXkkHRxppMCY8WRrq